# Tongducshon csungang állomás
Tongducshon csungang (Dongducheon jungang) állomás föld feletti metróállomás a szöuli metró 1-es vonalán, 2006 óta. Egyúttal a hagyományos Kjongvon (Gyeongwon) vasútvonal állomása is.

## Viszonylatok
| 1-es vonal                                | 1-es vonal                         | 1-es vonal                                     |
| ----------------------------------------- | ---------------------------------- | ---------------------------------------------- |
| Poszan (Bosan) Szojoszan (Soyosan) felé   | Kjongvon (Gyeongwon) személyvonat  | Csiheng (Jihaeng) Incshon (Incheon) felé       |
| Tongducshon (Dongducheon) végállomás felé | Kjongvon (Gyeongwon) expresszvonat | Tokcsong (Deokjeong) Incshon (Incheon) felé    |
| Korail                                    |                                    |                                                |
| Csiheng (Jihaeng) Jongszan (Yongsan) felé | Kjongvon (Gyeongwon) vonal         | Poszan (Bosan) Pengmagodzsi (Baengmagoji) felé |